# Temptation (проєкт Мірошниченка)
Temptation — студійний альбом гітариста Романа Мірошниченка, що приніс йому визнання в світі.

## Огляд
- Ритмічні конструкції в альбомі мають у своїй основі етнічні мотиви народів Європи, Африки та Сходу. Протягом запису альбому одночасно використовувалися як сучасні технології (наприклад, семпли), так і живий звук акомпануючих інструментів.
- Згодом трек 'Unforgiven' був номінований на 9th Annual Independent Music Awards у категорії 'The Best World Traditional Song'.
- Трек 'Temptation' потрапив в TOP-25 хіт-параду Jazz Downloads найбільшого джазового ресурсу All About Jazz.
- Альбом фігурував у списку Top Sellers найбільшого американського дистрибьютору CD Baby.

## Трекліст
1. Unforgiven — 3:57
2. In 2 the… — 1:40
3. Some People — 5:16
4. Temptation — 3:59
5. Xekere — 4:06
6. Winter Etude — 3:44
7. Ardour — 4:40
8. Afrodita — 2:34
9. Elegeos — 4:48
10. Heart of Earth — 4:09
11. Guitango — 3:46
12. ROMANce [bonus track] — 3:34

Музика:
- 2, 4, 6, 7 — Мірошниченко
- 1, 3 — Мірошниченко/Миколай Ростов
- 5 — Daniel Figueiredo
- 8, 9 — Леонід Атабєков
- 10 — Сергій Філатов
- 11 — Hernan Romero
- 12 — Деніс Бриль

## Учасники запису
- Роман Мірошниченко — гітари, Roland VG88 & GR33, бас, кахон, claps, tarbuka, монтаж лупів
- Frank Colon — перкусія
- Daniel Figueiredo — бас-гітара
- Clive Stevens — сопрано-саксофон
- Michael Grossman — фортепіано
- Henrik Andersen — гітара, вокал, ситара, арфа, konnakol vocal
- Hernan Romero — Conde Hermanos акустична гітара
- IKA — вокал, тексти
- Миколай Ростов — клавішні, програмування
- Сергій Філатов — електропіаніно
- Леонід Атабєков — клавішні, програмування
- Галіна Мішустіна — вокал

## Відклик Al Di Meola
| Ліві лапки | …Good effort! Nice ideas here and there! I am flattered when Roman uses his ideas with my influence… | Праві лапки |

Приблизний переклад:
| Ліві лапки | …I тут, i там гарні ідеї! Мене дуже тішить, що Роман синтезує свої ідеї під моїм впливом… | Праві лапки |

## Лінки
- На офіційному сайті РМ [Архівовано 21 квітня 2009 у Wayback Machine.]
- Blogspot[недоступне посилання з червня 2019]
- Время Новостей [Архівовано 4 березня 2016 у Wayback Machine.]
- Top4Top[недоступне посилання з червня 2019]
- BigNick[недоступне посилання з червня 2019]